# Neva Cup 2020
De Neva Cup 2020 was een basketbaltoernooi in Europa dat in Sint-Petersburg tussen 10 september 2020 en 12 september 2020 werd gehouden. Drie teams uit de VTB United League namen deel aan dit toernooi: CSKA Moskou, Zenit Sint-Petersburg en Avtodor Saratov. CSKA won het goud.
Oorspronkelijk hadden Zenit, UNICS Kazan, CSKA en Lokomotiv-Koeban Krasnodar moeten deelnemen. Op 8 september bleek echter dat vertegenwoordigers van Loko positieve coronavirus-tests hadden ontvangen. De club uit Krasnodar kon dus niet deelnemen aan het toernooi - het werd vervangen door Avtodor.
Op 9 september maakte UNICS bekend dat ze niet konden deelnemen aan het voorseizoentoernooi in Sint-Petersburg, op de dag dat ze naar Sint-Petersburg zouden vliegen, kregen ze positieve Covid-19-resultaten van enkele teamspelers.

## Neva Cup 2020
| Datum        | Winnaar               | Uitslag | Tegenstander    |
| ------------ | --------------------- | ------- | --------------- |
| 10 september | Zenit Sint-Petersburg | 78 - 80 | CSKA Moskou     |
| 11 september | Avtodor Saratov       | 67 - 93 | CSKA Moskou     |
| 12 september | Zenit Sint-Petersburg | 96 - 75 | Avtodor Saratov |

## Eindklassering
| Groep  |                       |             |             |             |            |            |            |        |
| #      | Land                  | Wedstrijden | Wedstrijden | Wedstrijden | Doelpunten | Doelpunten | Doelpunten | Punten |
| #      | Land                  | G           | W           | V           | V          | T          | Saldo      | Punten |
| Goud   | CSKA Moskou           | 2           | 2           | 0           | 173        | 145        | +28        | 4      |
| Zilver | Zenit Sint-Petersburg | 2           | 1           | 1           | 174        | 155        | +19        | 2      |
| Brons  | Avtodor Saratov       | 2           | 0           | 2           | 142        | 189        | -47        | 0      |

2020 · 2021